# Gmünd (Dolna Austria)

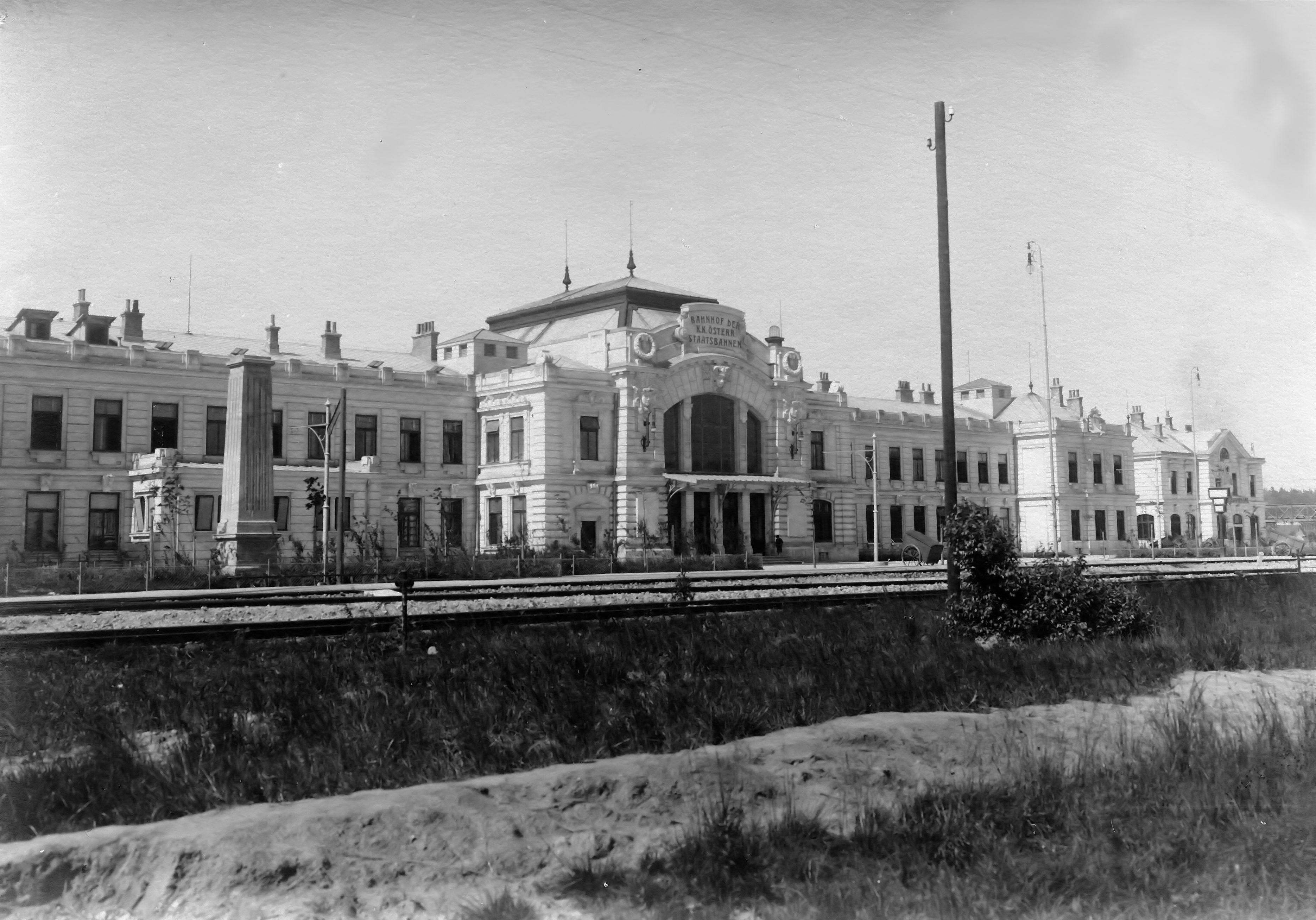
Dworzec kolejowy w Gmünd około 1900 r., obecnie znajdujący się w czeskiej miejscowości České Velenice.

Gmünd – miasto powiatowe w Austrii, w kraju związkowym Dolna Austria, siedziba powiatu Gmünd. Liczy 5 324 mieszkańców (1 stycznia 2014).
Północno-zachodnie dzielnice miasta wraz z dworcem zostały w 1920 przyłączone do Czechosłowacji i obecnie stanowią miejscowość České Velenice.
Urodził się tutaj Walter Nowotny, niemiecki as myśliwski z czasów II wojny światowej.

## Współpraca
Miejscowość partnerska:
- Sarreguemines, Francja